# Kukulcania mexicana
Espèce
Kukulcania mexicana est une espèce d'araignées aranéomorphes de la famille des Filistatidae.

## Distribution
Cette espèce est endémique du Mexique. Elle se rencontre au Querétaro, au Guanajuato, en Hidalgo, en Oaxaca, au Tlaxcala et à Mexico.

## Description
Le mâle holotype mesure 7,39 mm et la femelle paratype 11,39 mm.

## Publication originale
- Magalhaes & Ramírez, 2019 : The crevice weaver spider genus Kukulcania (Araneae: Filistatidae). Bulletin of the American Museum of Natural History, no 426, p. 1-151 (texte intégral).